# Bandiera dell'Iraq
L'attuale bandiera dell'Iraq era stata approvata provvisoriamente per un anno dal parlamento iracheno il 28 gennaio 2008, in attesa di una decisione definitiva sulla futura bandiera irachena all'indomani della fine della dittatura di Saddam Hussein.

## Storia della bandiera irachena

### 1921-1958

1921-1958 (Proporzioni: 1:2)

L'originale bandiera irachena venne adottata nel 1921, contribuendo alla formazione della nazione: era un tricolore orizzontale nero-bianco-verde, con un trapezoide rosso (alcune varianti hanno un triangolo) sul lato del pennone; due stelle bianche a sette punte poste sul trapezoide denotavano le 14 province del regno. I colori scelti per la nuova bandiera erano quelli dei capi hashemiti della rivolta araba, che fornirono il primo re alla nazione, e sono quindi simili a quelli della bandiera giordana, altro regno hashemita.

### 1958

1958 (Proporzioni: 1:2)

In risposta all'unione di Egitto e Siria nella Repubblica Araba Unita, i due regni Hashemiti d'Iraq e Giordania	costituiscono la Federazione Araba. La bandiera della federazione fu essenzialmente quella della Giordania, ma con il triangolo rosso privo della stella a sette punte. Questa bandiera è identica alla bandiera che la Palestina adottò nel 1948, e quasi identica la bandiera del partito Ba'ath. L'unione durò meno di sei mesi, terminata dalla rivoluzione irachena nel luglio del 1958.

### 1959-1963

1959-1963 (Proporzioni: 1:2)

A seguito della rivoluzione di Qassim del 1958, che depose la monarchia nello stesso anno, l'Iraq adottò un tricolore verticale nero-bianco-verde, con al centro della banda bianca una stella rossa ad otto punte con un disco giallo nel mezzo.

### 1963-1991

1963-1991 (Proporzioni: 2:3)

Questa versione venne adottata nel luglio 1963, dopo che il governo Qassim venne rovesciato. Le stelle verdi erano state piazzate in origine per via della proposta unione con Egitto e Siria (Repubblica Araba Unita), le cui bandiere avevano due stelle al centro. Anche queste avrebbero avuto tre stelle se l'unione si fosse completata.

### 1991-2004

1991-2004 (Proporzioni: 2:3)

Questa versione della bandiera venne adottata il 14 gennaio 1991. Il significato delle tre stelle cambiò e passò a rappresentare i tre cardini del motto del Partito Ba'th: "Wihda, Hurriyah, Ishtirrakiyah" (Unità, Libertà, Socialismo). Saddam Hussein decise di inserire le parole "Allāhu Akbar" (Allah è il più grande) tra le stelle. Si dice (anche se non è confermato) che le parole sulla bandiera siano scritte con la calligrafia di Saddam; molti interpretano il cambiamento come un tentativo di ottenere l'appoggio del mondo islamico, nel periodo immediatamente precedente alla Prima Guerra del Golfo.

### La controversia sulla bandiera del 2004

Bandiera proposta nel 2004 (in seguito abbandonata)

Il 26 aprile 2004 il governo provvisorio annunciò una nuova bandiera per l'Iraq del dopo Saddam. Il governo dichiarò che aveva scelto, tra 30 proposte, il disegno del noto artista-architetto iracheno Rifat al-Chaderchi (alias Rifat Chadirji).
La bandiera era bianca, con tre strisce parallele blu-giallo-blu che attraversavano il quarto (o terzo) inferiore; le strisce blu rappresentavano i fiumi Tigri ed Eufrate, e la striscia gialla rappresentava la minoranza curda (la ragione di questo simbolismo non è chiara, ma la bandiera del Kurdistan ha un sole giallo). Nel centro del campo bianco campeggiava una mezzaluna crescente islamica, che era dipinta in un'insolita tonalità blu.

Per meglio comprendere la controversia, si confrontino le bandiere dei paesi confinanti, le vecchie bandiere irachene e la bandiera proposta.

Il disegno presentava una decisa rottura con i colori usati in altre bandiere arabe, che hanno una lunga storia - verde e nero sono usati per rappresentare l'Islam e il rosso simboleggia il nazionalismo arabo. Le mezzelune islamiche sono solitamente disegnate in rosso o in verde nell'araldica araba. La predominanza bianco-blu portò immediatamente a controversie a causa della rassomiglianza con la bandiera di Israele, nazione con la quale l'Iraq aveva avuto un considerevole antagonismo (tra l'altro, diverse delle proposte originarie per la bandiera israeliana comprendevano il giallo). Altri critici lamentarono l'omissione dei tradizionali colori del panarabismo e l'omissione della frase "Allāhu Akbar", indipendentemente da chi l'aveva introdotta.
Ci fu discussione anche sull'autore, Rifat al-Chaderchi. Apparentemente era il fratello minore di un membro del governo provvisorio, Naseer al-Chaderchi, e come risultato la sua vittoria nel concorso per il nuovo disegno venne macchiata da accuse di nepotismo; in sua difesa, Rifat dichiarò che non sapeva niente del progetto per una nuova bandiera fino a prima di ricevere una telefonata dal fratello, che lo invitava a disegnarne una, e che il fatto che si trattasse di un concorso non venne menzionato. In aggiunta, poiché Rifat viveva a Londra dai primi anni ottanta, fu facile per i suoi critici accusarlo di non essere riuscito a catturare il sentimento nazionale dell'Iraq.
Il 28 aprile il presidente del governo provvisorio Massoud Barzani presentò formalmente una versione modificata della bandiera, in cui l'originale tonalità molto chiara di blu, riportata dalla stampa il 26 aprile, era stata cambiata in una tonalità più scura; non è chiaro se questo cambiamento venne fatto per via delle proteste contro il nuovo disegno o, come sostenne il Consiglio, per una rettifica rispetto a quanto riportato precedentemente dalla stampa. Venne spiegato inoltre che la bandiera era un disegno temporaneo, da usarsi nei mesi seguenti fino all'adozione di una bandiera definitiva.

### 2004-2008

2004-2008 (Proporzioni: 2:3)

Di fronte alla controversia, l'adozione della bandiera con la mezzaluna blu sembra essere stata abbandonata. Alla cerimonia di passaggio dei poteri, il 28 giugno 2004, venne usata una versione leggermente modificata della bandiera del 1991, che manteneva la scritta "Allāhu Akbar" ma con un carattere stilizzato.

### 2008

2008-oggi (Proporzioni: 2:3)

L'attuale bandiera è stata approvata dal Parlamento iracheno il 28 gennaio 2008. Essa ripropone il tricolore orizzontale e la scritta "Allāhu Akbar" in verde, al centro della banda bianca, scritta in arabo, in caratteri cufici. Vengono però eliminate le tre stelle, simbolo dell'unione per formare la grande nazione araba, proposta dall'ex presidente egiziano Nasser nel 1962 e tanto contestata dalla minoranza curda.